# 30 днів до світанку
«30 днів до світанку» (швед. Frostbiten) — шведський комедійний фільм жахів 2006 року режисера Андерса Банке. Стрічка стала переможцем 26 кінофестивалю «Фанташпорту» як найкращий повнометражний фільм.

## Сюжет
Україна, зима 1944 року. Група есесівців знаходять притулок у селянському будинку. Із наставанням ночі їх атакують вампіри.
Наші дні. У містечко на півночі Швеції приїздить новий лікар Анніка з донькою-підлітком Сагою. За запрошення місцевої дівчини Веги Сага відвідує вечірку Йона. На вечірці студент Себастіан з'їдає капсули, який вкрав у професора Беккерта. Після цього в нього з'являються незвичайні здібності. Вега цупить залишки таблеток.
У батьків своєї подруги Себастіан мучиться від виду хреста та страв з часником. Він з'їдає живого кролика. На вечірці Вега пригощає відвідувачів капсулами. Через певний час люди перетворюються на вампірів і починають їсти інших. Сага втікає.
У лікарні Анніку кусає пацієнтка. Беккерт помічає це. Спочатку він намагається позбутися колеги, але потім розповідає як багато років тому він сам став вампіром. Після цього професор проводив експерименти, які зробили його досконалішим вампіром. Червоні капсули з кров'ю вампірів Беккерт використовує для досліджень.

## У ролях
| Актор             | Роль            |
| ----------------- | --------------- |
| Петра Нільсен     | Анніка          |
| Карл-Оке Ерікссон | Герхард Беккерт |
| Грете Гавнешельд  | Сага            |
| Емма Оберг        | Вега            |
| Йонас Лос         | Роберт          |
| Ніклас Гренберг   | Йон             |
| Густав Юханссон   | Юел             |
| Лінні Йонсон      | Сіссі           |
| Ноур Ел-Рефай     | Корнелія        |
| Юнас Карлстрем    | Себастіан       |
| Анна Ліндхольм    | Мона            |

## Створення фільму

### Виробництво
Зйомки фільму проходили в Норрботтені, Швеція.

### Знімальна група
- Кінорежисер — Андерс Банке
- Сценарист — Даніель Оянлатва, Підде Андерссон
- Кінопродюсер — Магнус Паулссон
- Композитор — Ентоні Лледо
- Кінооператор — Кріс Маріс
- Кіномонтаж — Кіко С. С. Шеберг
- Художник-постановник — Малін Кіхлберг
- Художник-костюмер — Паола Біллберг Йоганссон
- Підбір акторів — Андерс Банке, Йонас Карлстрем[2]

## Сприйняття

### Критика
Фільм отримав змішані відгуки. На сайті Rotten Tomatoes оцінка стрічки становить 38 % від глядачів із середньою оцінкою 2,8/5 (2 184 голоси). Фільму зарахований «розсипаний попкорн» від глядачів, Internet Movie Database — 5,5/10 (3 777 голосів).

### Номінації та нагороди
| Нагороди та номінації фільму «30 днів до світанку» | Нагороди та номінації фільму «30 днів до світанку»     | Нагороди та номінації фільму «30 днів до світанку» | Нагороди та номінації фільму «30 днів до світанку» | Нагороди та номінації фільму «30 днів до світанку» | Нагороди та номінації фільму «30 днів до світанку» |
| Рік                                                | Кінофестиваль/кінопремія                               | Категорія/нагорода                                 | Номінант                                           | Результат                                          |                                                    |
| -------------------------------------------------- | ------------------------------------------------------ | -------------------------------------------------- | -------------------------------------------------- | -------------------------------------------------- | -------------------------------------------------- |
| 2006                                               | Фанташпорту                                            | Найкращий фільм                                    | Андерс Банке                                       | Перемога                                           |                                                    |
| 2006                                               | Міжнародний фестиваль фантастичних фільмів у Невшателі | Найкращий фільм                                    | Андерс Банке                                       | Номінація                                          |                                                    |
| 2006                                               | Міжнародний фестиваль фантастичних фільмів у Пучхоні   | Найкращий фільм                                    | Андерс Банке                                       | Номінація                                          |                                                    |
| 2006                                               | Скрімфест                                              | Найкраща музика                                    | Ентоні Лледо                                       | Перемога                                           |                                                    |